# Воїнов Костянтин Вікторович
Костянти́н Ві́кторович Во́їнов (нар.? — пом.?) — український педагог, колезький асесор.

## Життєпис

### Освіта
1908 року закінчив Санкт-Петербурзький Імператорський університет та отримав диплом 2 ступеня.

### Трудова діяльність
У джерелах стосовно державної служби починає згадуватися у 1908-1911 навчальних роках як виконавець обов'язків (з 21 листопада 1908 року) викладача історії та географії чоловічої гімназії у місті Златополі, у 1911-1914 навчальних роках — як викладач історії та законознавства спочатку без чину, а у 1914-1916 навчальних роках — у чині колезький асесор.
У 1909-1912 навчальних роках у Златопільській жіночій гімназії працює як викладач історії та законознавства.
У Златопільській чоловічій гімназії працює по 1919-1920 навчальний рік.

## Нагороди
- Орден Святого Станіслава 3 ступеня (1 січня 1913[1])

## Зазначення
1. 1 2  Державний архів Кіровоградської області. Список службовців Златопільської чоловічої гімназії на 1913—1914 навчальний рік. Ф. 499 оп. 1 спр. 872 С. 1 [Архівовано 30 листопада 2016 у Wayback Machine.](рос. дореф.)
2. ↑  Адрес-Календарь. Общая роспись начальствующих и прочих должностных лиц по всем управлениям в Российской Империи на 1909 год, часть 1 и 2. Ч. 1 С. 304 [Архівовано 5 листопада 2016 у Wayback Machine.](рос. дореф.)
3. ↑  Адрес-Календарь. Общая Роспись начальствующих и прочих должностных лиц по всем управлениям в Российской империи на 1910 год. Часть 1 и 2. Ч. 1 С. 324 [Архівовано 30 жовтня 2016 у Wayback Machine.](рос. дореф.)
4. ↑  Адрес-Календарь. Общая Роспись начальствующих и прочих должностных лиц по всем управлениям в Российской империи на 1911 год. Часть 1 и 2. Ч. 1 С. 349 [Архівовано 2 квітня 2015 у Wayback Machine.](рос. дореф.)
5. ↑  Адрес-Календарь. Общая Роспись начальствующих и прочих должностных лиц по всем управлениям в Российской империи на 1912 год. Часть 1 и 2. Ч. 1 С. 364 [Архівовано 3 листопада 2016 у Wayback Machine.](рос. дореф.)
6. ↑  Адрес-Календарь. Общая Роспись начальствующих и прочих должностных лиц по всем управлениям в Российской империи на 1913 год. Часть 1 и 2. Ч. 1 С. 390 [Архівовано 3 листопада 2016 у Wayback Machine.](рос. дореф.)
7. ↑  Адрес-Календарь. Общая Роспись начальствующих и прочих должностных лиц по всем управлениям в Российской империи на 1914 год. Часть 1 и 2. Ч. 1 С. 428 [Архівовано 3 листопада 2016 у Wayback Machine.](рос. дореф.)
8. ↑  Адрес-календарь Российской Империи на 1915 г., (часть 1 и 2). Ч. 1 С. 448 [Архівовано 18 жовтня 2016 у Wayback Machine.](рос. дореф.)
9. ↑  Адрес-Календарь. Общая Роспись начальствующих и прочих должностных лиц по всем управлениям в Российской империи на 1916 год. Часть 1 и 2. Ч. 1 С. 406 [Архівовано 2 квітня 2015 у Wayback Machine.](рос. дореф.)
10. ↑  Державний архів Кіровоградської області. Відомості про штат Златопільської чоловічої гімназії на 1916—1917 навчальний рік. Ф. 499 оп. 1 спр. 892 С. 3 [Архівовано 30 листопада 2016 у Wayback Machine.](рос. дореф.)
11. ↑  Державний архів Кіровоградської області. Відомість доплат на дороговизну Златопільської чоловічої гімназії з 1.09 по 1.12.1917 року. Ф. 499 оп. 1 спр. 905 С. 11 [Архівовано 30 листопада 2016 у Wayback Machine.](рос. дореф.)
12. ↑  Державний архів Кіровоградської області. Список Златопільської чоловічої гімназії на доплати через дороговизну з 1.08 по 1.10.1919 року. Ф. 499 оп. 1 спр. 905 С. 98 [Архівовано 30 листопада 2016 у Wayback Machine.](рос. дореф.)